# Dance Monkey
Dance Monkey è un singolo della cantante australiana Tones and I, pubblicato il 10 maggio 2019 come secondo estratto dal primo EP The Kids Are Coming.

## Riconoscimenti
Alla cerimonia annuale degli ARIA Music Awards del 2019, Tones and I è risultata vincitrice di ben quattro candidature su otto: tra le vittorie, Dance Monkey si è aggiudicato il titolo di miglior pubblicazione pop. Ai LOS40 Music Awards 2020, invece, ha trionfato come miglior canzone internazionale.

## Video musicale
Il video musicale, diretto da Liam Kelly e Nick Kozakis e girato all'Eynesbury Golf Club di Victoria, è stato pubblicato su YouTube il 24 giugno 2019. A maggio 2020 ha superato il miliardo di visualizzazioni sulla piattaforma.
Il video musicale della canzone si è aggiudicato una candidatura agli ARIA Music Awards nella categoria di miglior videoclip.

## Tracce
1. Dance Monkey – 3:29

## Formazione
- Tones and I – voce
- Konstantin Kersting – missaggio, produzione, registrazione
- Andrei Eremin – mastering

## Successo commerciale
Dance Monkey, con 11,4 milioni di unità distribuite, è risultato il sesto più venduto nel 2019 a livello globale secondo l'International Federation of the Phonographic Industry. Ha migliorato il risultato l'anno successivo, divenendo la 2ª canzone più venduta globalmente con 2,34 miliardi di stream equivalenti. È inoltre quella più cercata di sempre su Shazam (36,6 milioni di ricerche).
Dance Monkey è stato il brano col maggior numero di giorni trascorsi in cima alla classifica generale di Spotify (120) fino al febbraio 2025, quando il primato è stato infranto da Die with a Smile (2024) di Lady Gaga e Bruno Mars.

### America del Nord
Nella Billboard Hot 100 statunitense Dance Monkey è entrata in top ten nella settimana del 21 dicembre 2019 e ha raggiunto la 4ª posizione nella sua ventesima settimana, divenendo così la prima canzone scritta interamente da una donna nella top five della classifica dal 2012. Nel corso della settimana ha accumulato 16 000 copie digitali, 22,8 milioni di riproduzioni in streaming e 54,6 milioni di audience radiofonica. Durante la prima metà del 2020 è risultato il 2º brano più venduto in pure e il 5º più riprodotto in streaming.
Nella Billboard Canadian Hot 100, il brano ha raggiunto la vetta nella pubblicazione del 30 novembre 2019 dopo essere stata la canzone più riprodotta e venduta a livello nazionale.

### Europa
Nel Regno Unito la canzone ha raggiunto la vetta della Official Singles Chart nella settimana del 10 ottobre 2019, vendendo 50.468 unità di vendita, dopo essere inizialmente entrata in top ten alla 7ª posizione nella pubblicazione del 3 ottobre 2019 con 34.714 unità. È diventata la prima numero uno di Tones and I e lei la prima artista australiana a riuscirci da Iggy Azalea nel 2014. Ha trascorso un totale di undici settimane in vetta alla classifica, il maggior numero di settimane per un'artista femminile. A marzo 2021 la Official Charts Company ha rivelato che Dance Monkey è la canzone con più stream di sempre per un'artista femminile nel Regno Unito.
In Irlanda ha fatto il proprio ingresso nella top fifty della Irish Singles Chart al numero 45. Di conseguenza ha raggiunto la cima della classifica, superando il proprio rivale di circa 1.800 unità, divenendo la prima numero uno dell'interprete e lei la prima artista australiana ad eseguire tale risultato da Cheap Thrills di Sia nel marzo del 2016.
In Italia il brano è stato uno dei più trasmessi dalle radio per due anni consecutivi.

### Australia
In Australia il singolo è rimasto in vetta alla classifica per ventiquattro settimane, diventando la numero uno più longeva nella storia del paese.

## Classifiche

### Classifiche settimanali
| Classifica (2019-24)  | Posizione massima |
| --------------------- | ----------------- |
| Argentina             | 2                 |
| Australia             | 1                 |
| Austria               | 1                 |
| Belgio (Fiandre)      | 1                 |
| Belgio (Vallonia)     | 1                 |
| Bielorussia           | 101               |
| Brasile               | 5                 |
| Bulgaria              | 1                 |
| Canada                | 1                 |
| Colombia              | 3                 |
| Corea del Sud         | 14                |
| Costa Rica            | 2                 |
| Croazia               | 2                 |
| Danimarca             | 1                 |
| Estonia               | 1                 |
| Finlandia             | 1                 |
| Francia               | 1                 |
| Germania              | 1                 |
| Grecia                | 1                 |
| Irlanda               | 1                 |
| Islanda               | 1                 |
| Italia                | 1                 |
| Kazakistan            | 122               |
| Lettonia              | 1                 |
| Libano                | 2                 |
| Lituania              | 1                 |
| Lussemburgo           | 1                 |
| Malaysia              | 1                 |
| Messico               | 2                 |
| Moldavia              | 89                |
| Norvegia              | 1                 |
| Nuova Zelanda         | 1                 |
| Paesi Bassi           | 1                 |
| Panama                | 6                 |
| Perù                  | 106               |
| Polonia               | 1                 |
| Portogallo            | 1                 |
| Regno Unito           | 1                 |
| Repubblica Ceca       | 1                 |
| Repubblica Dominicana | 12                |
| Romania               | 1                 |
| Russia                | 2                 |
| Singapore             | 1                 |
| Slovacchia            | 1                 |
| Slovenia              | 1                 |
| Spagna                | 2                 |
| Stati Uniti           | 4                 |
| Sudafrica             | 27                |
| Svezia                | 1                 |
| Svizzera              | 1                 |
| Ucraina               | 1                 |
| Ungheria              | 1                 |

### Classifiche di fine anno
| Classifica (2019) | Posizione |
| ----------------- | --------- |
| Australia         | 2         |
| Austria           | 1         |
| Belgio (Fiandre)  | 9         |
| Belgio (Vallonia) | 9         |
| Canada            | 81        |
| Danimarca         | 4         |
| Estonia           | 5         |
| Finlandia         | 4         |
| Francia           | 7         |
| Germania          | 2         |
| Irlanda           | 4         |
| Islanda           | 6         |
| Italia            | 15        |
| Lettonia          | 2         |
| Lituania          | 2         |
| Norvegia          | 1         |
| Nuova Zelanda     | 8         |
| Paesi Bassi       | 10        |
| Polonia           | 18        |
| Portogallo        | 42        |
| Regno Unito       | 8         |
| Romania           | 47        |
| Russia            | 41        |
| Slovacchia        | 6         |
| Slovenia          | 45        |
| Spagna            | 61        |
| Svezia            | 2         |
| Svizzera          | 5         |
| Ucraina           | 175       |
| Ungheria          | 4         |
| Classifica (2020) | Posizione |
| Australia         | 4         |
| Austria           | 3         |
| Belgio (Fiandre)  | 4         |
| Belgio (Vallonia) | 4         |
| Canada            | 1         |
| Colombia          | 9         |
| Corea del Sud     | 28        |
| Costa Rica        | 5         |
| Croazia           | 3         |
| Danimarca         | 8         |
| Ecuador           | 9         |
| El Salvador       | 5         |
| Finlandia         | 10        |
| Francia           | 4         |
| Germania          | 2         |
| Irlanda           | 5         |
| Islanda           | 6         |
| Italia            | 17        |
| Malaysia          | 4         |
| Messico           | 5         |
| Norvegia          | 4         |
| Nuova Zelanda     | 5         |
| Paesi Bassi       | 3         |
| Paraguay          | 3         |
| Perù              | 8         |
| Polonia           | 48        |
| Portogallo        | 8         |
| Regno Unito       | 2         |
| Romania           | 18        |
| Russia            | 30        |
| Singapore         | 1         |
| Slovenia          | 5         |
| Spagna            | 5         |
| Stati Uniti       | 14        |
| Svizzera          | 2         |
| Ucraina           | 2         |
| Ungheria          | 4         |
| Uruguay           | 10        |
| Classifica (2021) | Posizione |
| Australia         | 37        |
| Austria           | 62        |
| Brasile           | 182       |
| Corea del Sud     | 82        |
| Danimarca         | 85        |
| Francia           | 36        |
| Germania          | 44        |
| Polonia           | 89        |
| Portogallo        | 120       |
| Regno Unito       | 38        |
| Russia            | 146       |
| Spagna            | 94        |
| Svezia            | 96        |
| Svizzera          | 35        |
| Ucraina           | 44        |
| Classifica (2022) | Posizione |
| Australia         | 60        |
| Francia           | 193       |
| Ucraina           | 92        |
| Classifica (2023) | Posizione |
| Bielorussia       | 186       |
| Ucraina           | 162       |

### Classifiche di fine decennio
| Classifica (2010-19) | Posizione |
| -------------------- | --------- |
| Australia            | 76        |
| Norvegia             | 13        |